# Entamoeba histolytica
Entamoeba histolytica é uma espécie de protozoário. Possui um ciclo de vida simples, dividido em dois estágios: trofozoíto, alimentação altamente móvel e cisto, estágio com baixa atividade metabólica, resistente e infectante. Causa disenterias (diarreias) graves com sangue e muco. Pode progredir para abcesso amebiano do fígado, a amebíase. Transmitida via fecal-oral por cisto maduro

## Ciclo biológico e modo de infecção
- Seu ciclo evolutivo é monoxênico, ou seja, a Entamoeba histolytica completa seu intervalo em apenas um hospedeiro. O ciclo de vida deste parasito inicia-se com sua ingestão pelo ser humano (via fecal-oral) na forma de cisto (presente em água ou alimentos contaminados), pois nesta forma o parasito apresenta parede cística, capaz de resistir ao ph ácido do suco gástrico. Resistido ao suco gástrico, o cisto diferencia-se na forma de trofozoíto na porção final do intestino delgado e passa a viver como comensal, alimentando-se de bactérias ou restos celulares. Este comportamento é denominado não patogênico.
- Esses trofozoítos que permanecem no intestino sob a forma comensal, reduzem o seu metabolismo, armazenam reservas energéticas e secretam uma parede cística ao seu redor, formando os cistos, que são eliminados através das fezes. Dentro do cisto o parasito realiza divisão binária formando quatro novos indivíduos que desencistam quando chegam ao intestino de um novo hospedeiro. Os cistos podem permanecer viáveis fora do hospedeiro por cerca de 20 dias caso as condições de temperatura e umidade sejam adequadas, logo eles são as formas de resistência do parasito no meio ambiente. Os trofozoítos, entretanto, são lábeis no ambiente. De acordo com sua morfologia, apresentam 4 fases: trofozoíto (ou forma vegetativa), cisto (ou forma de resistência), pré-cisto (forma entre trofozoíto e cisto) e metacisto (forma que dá origem ao trofozoíto).
- Ciclo patogênico: Através de mecanismos ainda desconhecidos, mas possivelmente relacionados com a ruptura do equilíbrio intestinal (baixa de imunidade local, alteração da flora intestinal etc.), os trofozoítos tornam-se patogênicos e invadem a parede intestinal. Aderidos nesta mucosa intestinal, eles secretam enzimas proteolíticas que provocam a lise do tecido, causando uma úlcera no local onde começam um intenso processo reprodutivo. Com esse hematoma formado, alguns trofozoítos podem cair na corrente sanguínea alimentando-se de hemácias e posteriormente invadir os órgãos (o órgão mais comum a ser atacado é o fígado, mas pode atingir os pulmões e o cérebro).

## Prevalência da Amebíase por Entamoeba histolytica

1- Há ingestão de cistos de Entamoeba/ 2 e 3- O cisto desce pelo esôfago e dentro do intestino o cisto sofre degradação/ 4- Geram trofozoítos/ 5- Os trofozoítos se reproduzem por cissiparidade/ 6- Os trofozoítos resultantes da reprodução atravessam a parede do intestino grosso/ 7- Caem na corrente sanguínea e acabam atacando outros órgãos, como o fígado e os pulmões/ 8,9,10 e 11- Processo que após a cissiparidade do trofozoíto em (5) passam a se encistar para ser eliminado nas fezes e reiniciar o ciclo na mesma pessoa ou em outras pessoas/ 12- Exemplo de ingestão de cistos por via oral, talvez por água contaminada.

Prevalência em zonas tropicais e subdesenvolvidas, onde há precárias condições socioeconômicas e higiênicas. Não tem relação com clima, pois em regiões de clima frio e que são subdesenvolvidas, há alta ocorrência de amebas. 5-50% pop. mundial têm amebíase, sendo que 10% apresentam sintomas clínicos segunda causa de mortes no mundo. Incidência na África, Ásia, América Latina.

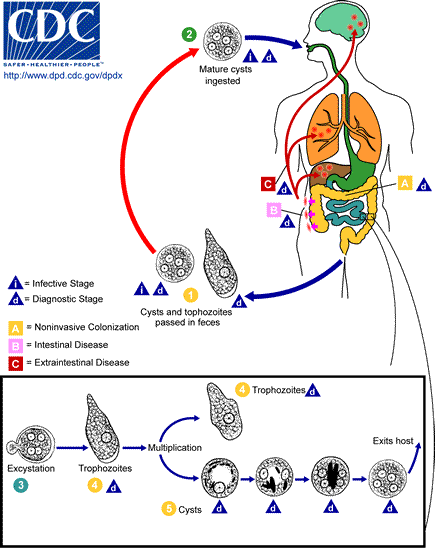
Ciclo de vida

## Diagnóstico

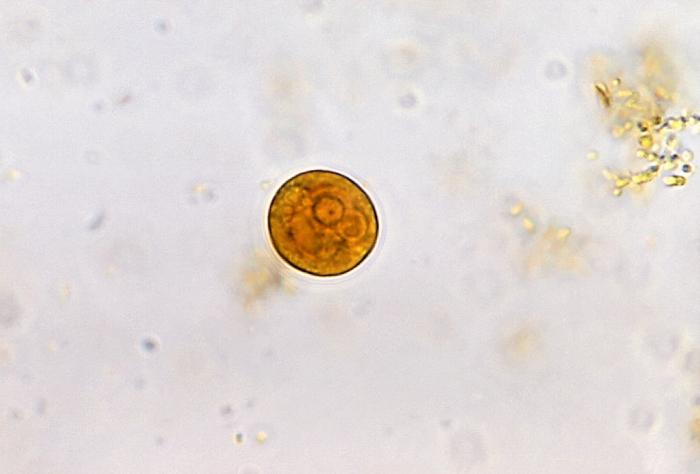
Cisto de E. Histolytica

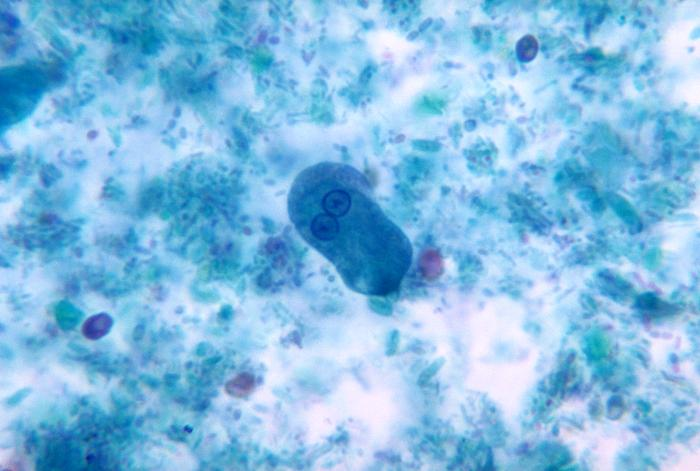
Trofozoíto de E. Histolytica

A maneira mais comum de se realizar o diagnóstico é através do exame de fezes, onde é realizada uma busca via microscopia óptica (lentes de 100x e 400x). A presença de trofozoítos ou cistos do parasita confirmam sua patogenia. Tal busca pode ser feita através do método direto (salina/Lugol), do método de Hoffman (sedimentação espontânea) ou do método de Faust, todos utilizando critérios de comparação morfológica. Outras maneiras de se detectar o parasito são a endoscopia, a proctoscopia ou rectoscopia e a técnica de ELISA. Nesse caso o teste baseia-se na detecção da adesina (lectina inibidora de N-acetil-D-galactosamina), presente na membrana do parasito e que faz a mediação da ligação dos trofozoítos às células da mucosa intestinal.

## Discussão
A importância do estudo, da prevenção, do diagnóstico e do tratamento da amebíase não deve ser desprezada, uma vez que a doença ainda é responsável, por uma grande taxa de morbimortalidade no Brasil e no mundo. Assim como acontece com tantos outros parasitas, a prevalência da E. Histolytica está diretamente relacionada as condições socioeconômicas do local onde ela é pesquisada. No Brasil por exemplo, a prevalência da protozoose é bastante variável (5,6% a 40,0%) em suas diferentes regiões, assim como sua patogenicidade e virulência. Esse fato conecta-se a grande desigualdade do país. Para uma política pública que visasse diminuir o número dessas ocorrências, o primordial a ser feito seria melhorar as condições de saneamento básico de sua população, pois, até mesmo por ser transmitida via fecal-oral, a falta de higiene é uma das principais causas de contaminação.